# Nemognatha transcaspica
Nemognatha transcaspica es una especie de coleóptero de la familia Meloidae.

## Distribución geográfica
Habita en el Paleártico.